# Jobst Burgi

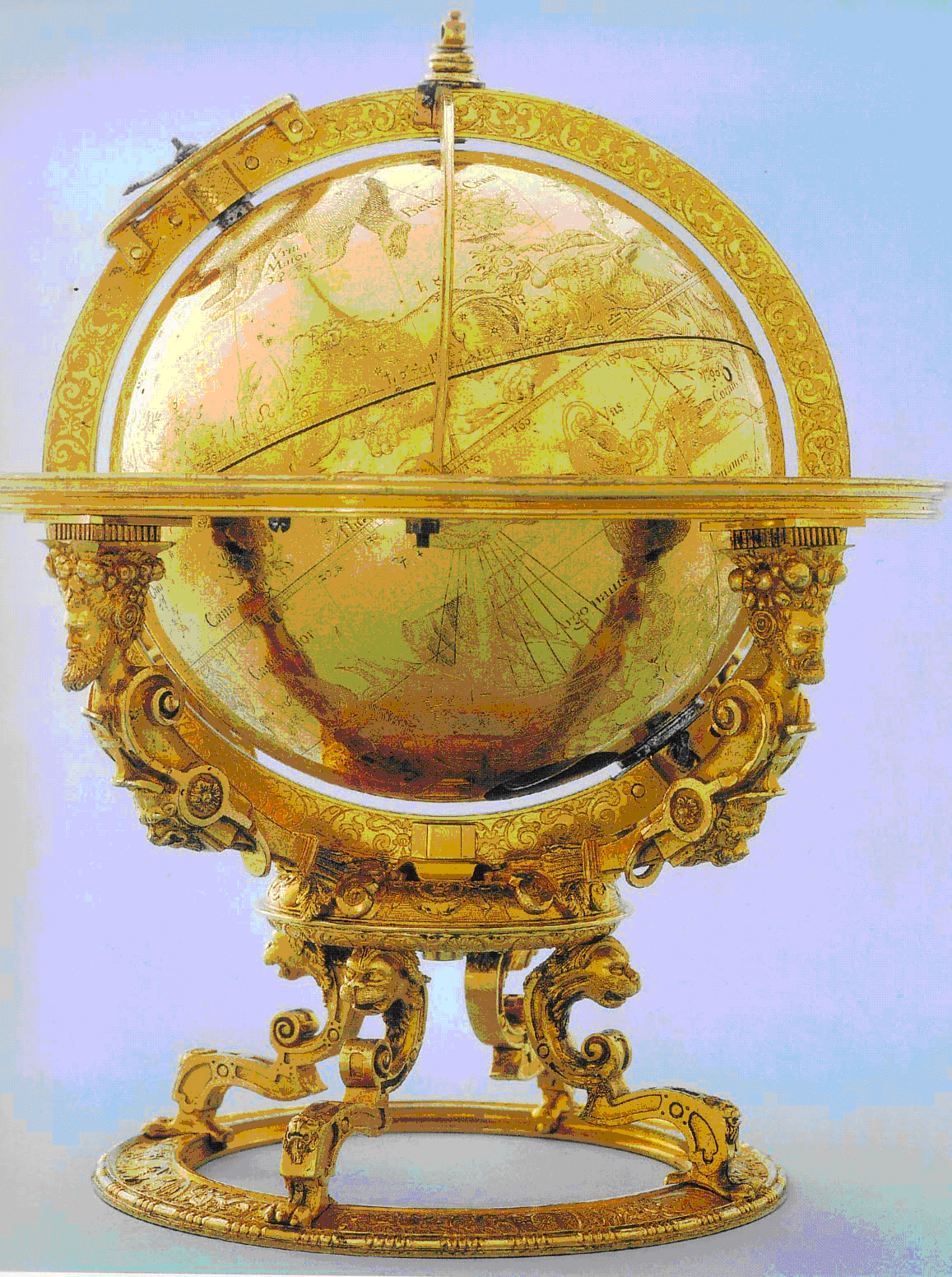
Quả cầu thiên thể chạy bằng cơ, sản xuất năm 1594 tại Kassel, hiện tại được trưng bày ở bảo tàng Schweizerisches Landes ở Zurich

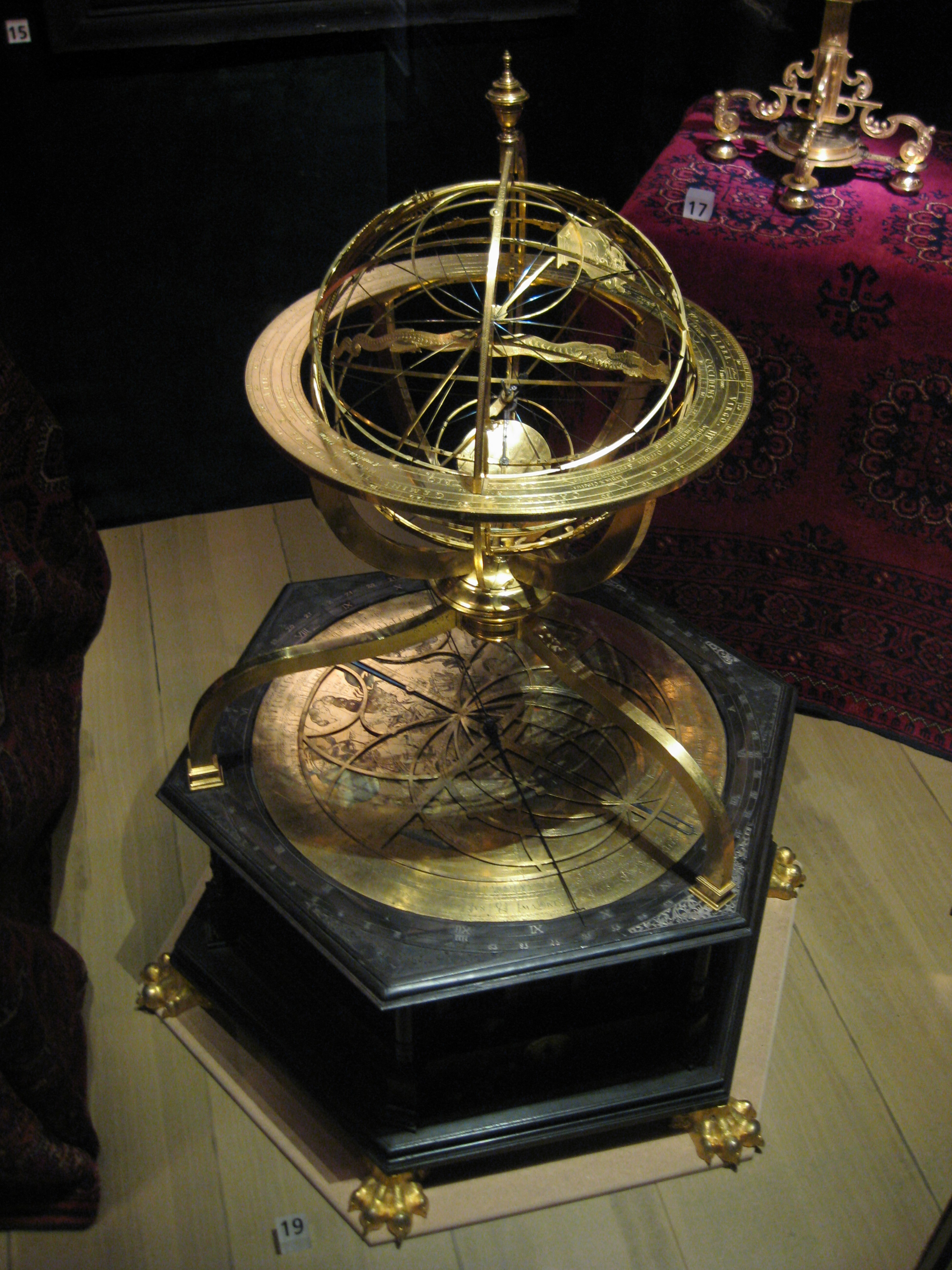
Jost Bürgi và Antonius Eisenhoit : Quả cầu thiên văn chạy bằng đồng hồ được làm năm 1585 ở Kassel, hiện được trưng bày ở Nordiska Museet tại Stockholm

Jost Bürgi (còn được gọi là Joost, Jobst; họ Latinh hóa: Burgius hoặc Byrgius; 28 tháng 2 năm 1552 - 31 tháng 1 năm 1632) là một thợ đồng hồ, nhà sản xuất dụng cụ thiên văn và nhà toán học người Thụy Sĩ, hoạt động chủ yếu tại các tòa án ở Kassel và Praha.

## Cuộc đời
Bürgi sinh năm 1552 tại Lichtensteig, Toggenburg, vào thời điểm đó là lãnh thổ của Tu viện St. Gall (nay là một phần của bang St. Gallen, Thụy Sĩ). Không có nhiều thông tin về cuộc đời hay học vấn của ông trước khi ông trở thành nhà thiên văn học và thợ chế tác đồng hồ cho triều đình William IV ở Kassel vào năm 1579; Người ta đã đưa ra giả thuyết rằng ông đã học toán tại Strasbourg, những lĩnh vực khác thì học từ nhà toán học Thụy Sĩ Conrad Dasypodius, nhưng không có dữ kiện nào chứng minh điều này.
Mặc dù chỉ tự học một mình, ông đã được coi là một trong những kỹ sư cơ khí xuất sắc nhất trong thế hệ của mình.
Năm 1604, ông phục vụ hoàng đế Rudolf II ở Praha. Tại đây, ông kết bạn với Johannes Kepler. Bürgi đã xây dựng một bàn sin (Canon Sinuum) được cho là rất chính xác, nhưng vì bản này bị mất nên rất khó để chắc chắn về độ chính xác thực sự của nó (ví dụ Opus Palatinum của Valentinus Otho có các bộ phận không chính xác như nó đã được tuyên bố). Một số phương pháp của Buergi tồn tại trong một bản sao của Kepler; nó thảo luận về những điều cơ bản của Đại số (hay cosine như nó đã được biết vào thời điểm đó) và về các phân số thập phân. Một số học giả coi Bürgi là một trong những người phát minh ra logarit. Di sản của ông cũng bao gồm thành tựu kỹ thuật có trong các mô hình thiên văn cơ học sáng tạo của ông. Trong những năm ở Praha , ông đã làm việc chặt chẽ với nhà thiên văn học Johannes Kepler tại triều đình Rudolf II.

## Vinh danh
Hố va chạm Byrgius trên Mặt trăng được đặt tên để vinh danh Bürgi.